# Marilyn Mills
Marilyn Mills (1 de novembro de 1903  - 27 de fevereiro de 1956) foi uma atriz nascida nos Países Baixos e radicada ao cinema americano da era do cinema mudo, que atuou em 14 filmes entre 1922 e 1927. Escreveu, também, um roteiro para o cinema e produziu dois filmes em 1925 e 1926, tendo sua própria produtora, a Marilyn Mills Production.

## Biografia
Nasceu nos Países Baixos, filha de Joan Ijemmens e Hubert J. G. Bruning. Iniciou sua carreira teatral com a orquestra do mestre violinista Constantino, e também com a Hollywood High School Orchestra, e no vaudeville atuou com seus célebres cavalos Beverly e Star. Mediante sua facilidade em lidar com os cavalos, foi dublê de cenas eqüestres para várias atrizes, tais como Mary Pickford, Florence Vidor, Pola Negri, Greta Garbo, Norma Talmadge e outras.
Seu primeiro filme foi o Western A Western Demon, em 1922, para a Western Feature Productions. Atuou principalmente em westerns, tais como o seriado Riders of the Plains (1924), ao lado de Jack Perrin e Ruth Royce, para a Arrow Film Corporation. Estrelou com seus cavalos Beverly e Star em Tricks produzido pela sua própria produtora, a Marilyn Mills Production. Inc. Seu último filme foi The Love of Paquita (1927), após o que, abandonou a vida cinematográfica, aos 25 anos de idade.

## Marilyn Mills Productions
Sua produtora, a Marilyn Mills Productions, fez apenas dois filmes, Tricks (1925) e Three Pals (1926)

## Vida pessoal e morte
Casou com o produtor, cineasta e roteirista J. Charles Davis, até sua morte em 27 de fevereiro de 1956. Tiveram um filho.
Morreu em Los Angeles aos 52 anos, de toxemia e insuficiência hepática.

## Filmografia parcial
- A Western Demon (1922)
- Two Fisted Justice (1924)
- Riders of the Plains (1924)
- Come on Cowboys! (1924)
- Where Romance Rides (1925)
- Tricks (1925, no Brasil, A Destemida Amazona. Produziu, protagonizou e escreveu o roteiro, sob o nome Mary C. Bruning)
- Three Pals (1926, no Brasil, A Endiabrada Amazona. Produziu e protagonizou)
- The Love of Paquita (1927)